# شراب سر میز

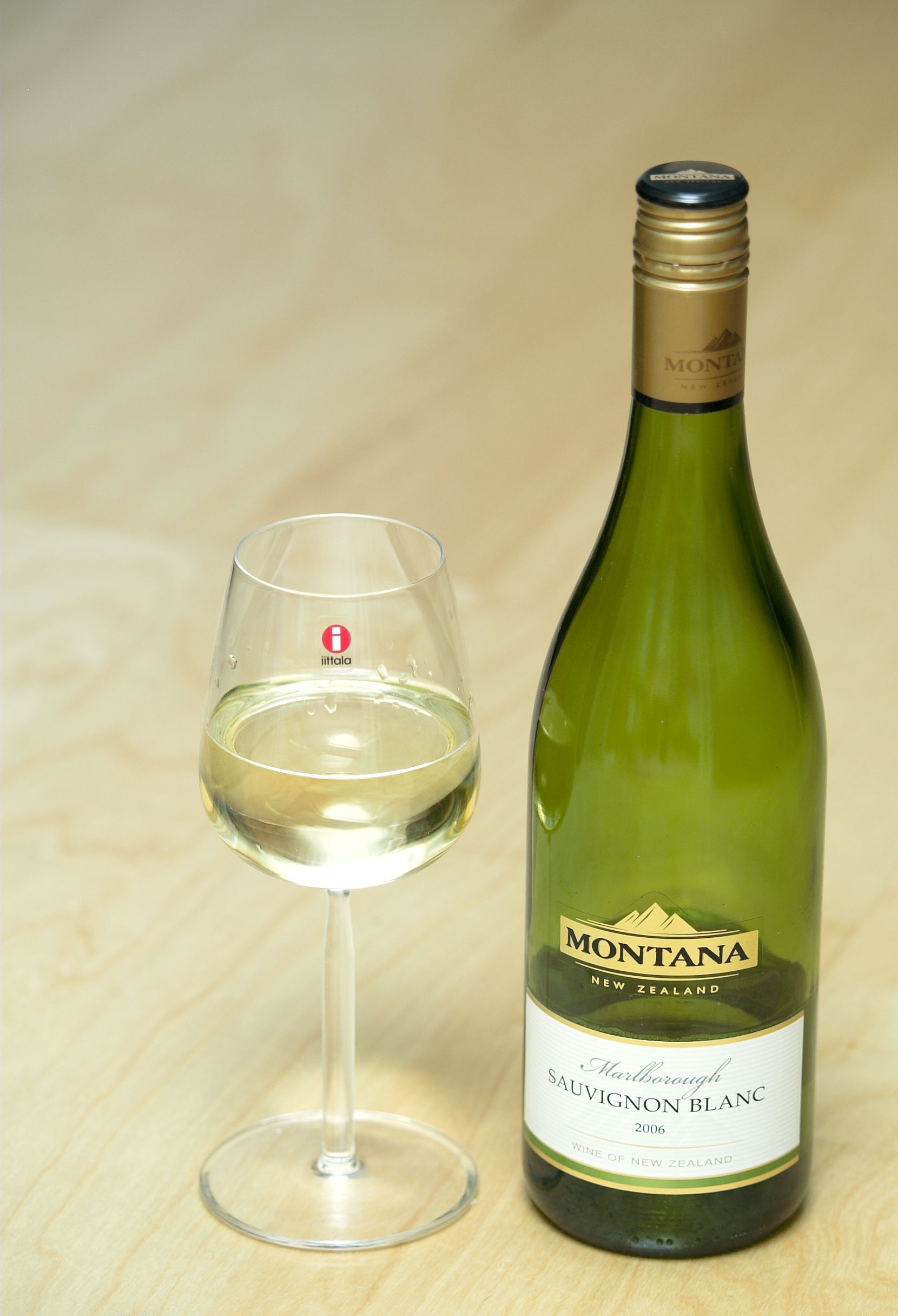
بطری شراب روی میز

شراب سر میز در آمریکا، عنوانی است که به نوعی از شراب داده می‌شود که معمولاً شراب تقویت‌شده نیست، گران نیست، اکثراً گازدار نیست و در کل یک شراب معمولی است. در اروپا معمولاً به پایین‌ترین کیفیت شراب، شراب سر میز گفته می‌شود.
شراب سر میز در آمریکا از انگور به دست می‌آید و میزان الکل آن کمتر از ۱۴ درصد است. اگر شراب بین ۱۴ تا ۲۴ درصد الکل داشته باشد شراب دسر نام دارد. به شراب سر میز، شراب سبک، شراب سفید سبک، شراب قرمز سر میز و شراب شیرین سر میز هم گفته می‌شود.